# Мерясовский сельсовет
Мерясовский сельсовет — муниципальное образование в Баймакском районе Башкортостана России.

## История
Дата образования сельсовета: 1976 год.
Согласно Закону о границах, статусе и административных центрах муниципальных образований в Республике Башкортостан имеет статус сельского поселения.

## Население
| 2002 | 2009 | 2010 | 2012 | 2013 | 2014 | 2015 |
| ---- | ---- | ---- | ---- | ---- | ---- | ---- |
| 833  | ↗910 | ↘739 | ↗745 | ↘738 | ↘732 | ↘729 |
| 2016 | 2017 |      |      |      |      |      |
| ↘727 | ↘710 |      |      |      |      |      |

## Состав сельского поселения
| № | Населённый пункт | Тип населённого пункта       | Население |
| - | ---------------- | ---------------------------- | --------- |
| 1 | Мерясово         | село, административный центр | ↘655      |
| 2 | Бахтигареево     | деревня                      | ↘84       |